# PNPLA3
PNPLA3 (англ. Patatin like phospholipase domain containing 3) – білок, який кодується однойменним геном, розташованим у людей на короткому плечі 22-ї хромосоми. Довжина поліпептидного ланцюга білка становить 481 амінокислот, а молекулярна маса — 52 865.
| 10         |  | 20         |  | 30         |  | 40         |  | 50         |
| ---------- |  | ---------- |  | ---------- |  | ---------- |  | ---------- |
| MYDAERGWSL |  | SFAGCGFLGF |  | YHVGATRCLS |  | EHAPHLLRDA |  | RMLFGASAGA |
| LHCVGVLSGI |  | PLEQTLQVLS |  | DLVRKARSRN |  | IGIFHPSFNL |  | SKFLRQGLCK |
| CLPANVHQLI |  | SGKIGISLTR |  | VSDGENVLVS |  | DFRSKDEVVD |  | ALVCSCFIPF |
| YSGLIPPSFR |  | GVRYVDGGVS |  | DNVPFIDAKT |  | TITVSPFYGE |  | YDICPKVKST |
| NFLHVDITKL |  | SLRLCTGNLY |  | LLSRAFVPPD |  | LKVLGEICLR |  | GYLDAFRFLE |
| EKGICNRPQP |  | GLKSSSEGMD |  | PEVAMPSWAN |  | MSLDSSPESA |  | ALAVRLEGDE |
| LLDHLRLSIL |  | PWDESILDTL |  | SPRLATALSE |  | EMKDKGGYMS |  | KICNLLPIRI |
| MSYVMLPCTL |  | PVESAIAIVQ |  | RLVTWLPDMP |  | DDVLWLQWVT |  | SQVFTRVLMC |
| LLPASRSQMP |  | VSSQQASPCT |  | PEQDWPCWTP |  | CSPKGCPAET |  | KAEATPRSIL |
| RSSLNFFLGN |  | KVPAGAEGLS |  | TFPSFSLEKS |  | L          |  |            |

A: Аланін

C: Цистеїн

D: Аспарагінова кислота

E: Глутамінова кислота

F: Фенілаланін

G: Гліцин

H: Гістидин

I: Ізолейцин

K: Лізин

L: Лейцин

M: Метіонін

N: Аспарагін

P: Пролін

Q: Глутамін

R: Аргінін

S: Серин

T: Треонін

V: Валін

W: Триптофан

Кодований геном білок за функціями належить до трансфераз, гідролаз, ацилтрансфераз. 
Задіяний у таких біологічних процесах, як метаболізм ліпідів, деградація ліпідів, альтернативний сплайсинг. 
Локалізований у мембрані.